# Цветные металлы (журнал)
«Цветные металлы»  — российский ежемесячный журнал, посвященный вопросам цветной металлургии (экономика и управление производством, обогащение, тяжёлые, благородные, лёгкие цветные металлы, редкие металлы, углеродные материалы, композиционные материалы, наноструктурированные металлы и материалы, радиоактивные элементы, металлообработка, автоматизация). Журнал «Цветные металлы» учрежден в 1926 году и является ведущим национальным периодическим изданием в области цветной металлургии. Тематика журнала, с 1997 года входящего в состав издательского дома «Руда и Металлы», охватывает все направления развития науки и техники в сфере цветной металлургии.

## История
В 1940 г. советское правительство фактически осуществило реформу издательского дела в области периодических научно-технических изданий. В каждом номере печатались обзорные статьи по новым направлениям, статьи о состоянии цветной металлургии за рубежом. В послевоенные годы следует отметить рост числа статей по обогащению, металлургии и металлообработке.
В 1950-х годах резко сокращается число статей по горному делу (с 1954 г. из журнала вообще исчезает раздел «Геология и горное дело»), все чаще печатаются статьи по широкому внедрению механизации и автоматизации на предприятиях и модернизации оборудования.
В начале 1960-х годов на страницах журнала публикуются очень много материалов различных конференций, съездов, симпозиумов и совещаний. Появляется раздел «Иностранная техника».
В 1970—1980-х годах значительно возрастает количество публикаций, посвященных юбилеям научно-исследовательских институтов, комбинатов, заводов. В журнале постоянно публикуются материалы о новых разработках и их внедрении.
В период стремительных изменений, происходящих в промышленности в 1990-х годах, журнал «Цветные металлы» регулярно отражал ситуацию в экономике цветной металлургии. Если в предыдущие годы основные статьи были посвящены повышению извлечения основных металлов из перерабатываемого сырья, то теперь встал вопрос о создании безотходных, экологических схем и производств.

## Журнал «Цветные металлы» сегодня
В настоящее время журнал «Цветные металлы» является ведущим журналом, посвященным цветной металлургии. Он освещает вопросы теории, практики добычи и обогащения руд, производства и обработки цветных металлов, комплексного использования рудного сырья, экономики и управления производством, автоматизации металлургических процессов и менеджмента.
В журнале «Цветные металлы» публикуются статьи крупных ученых и ведущих специалистов отрасли, освещаются важные научно-технические проблемы развития обогатительных предприятий и заводов цветной металлургии, научно-исследовательских институтов и других организаций отрасли, представляются новые научные направления и технические разработки в области обогащения, производства и обработки цветных металлов и изделий из них. Здесь представлены статьи как прикладного характера, так и результаты фундаментальных исследований, служащие основой для новых технических разработок. Журнал регулярно размещает информацию о работе научных конференций и промышленных выставок, посвященных проблемам цветной металлургии.
С 2001 г. стал выходить англоязычное издание «Цветных металлов» под названием Non-ferrous metals.
В состав редакционной коллегии и секций журнала входят авторитетные представители науки и практики в области цветной металлургии, что позволяет на самом высоком научном уровне осуществлять экспертизу поступающих в редакцию статей. Редколлегия включает 53 человека, из них 30 докторов и 14 кандидатов наук.
Учредителями журнала являются:
- Национальный исследовательский технологический университет «Московский институт стали и сплавов»,
- ЗАО "Издательский дом «Руда и Металлы»

Журнал «Цветные металлы» издается при содействии ЗФ ОАО "ГМК «Норильский никель», ООО «Институт Гипроникель», Навоийского горно-металлургического комбината. А также при участии Томского политехнического университета (Национального исследовательского университета ресурсоэффективных технологий), Московского инженерно-физического института (Национального исследовательского ядерного университета), Государственного Эрмитажа.
Журнал по решению ВАК Министерства образования и науки РФ включен в «Перечень ведущих рецензируемых научных журналов и изданий, в которых должны быть опубликованы основные научные результаты диссертаций на соискание ученой степени доктора и кандидата наук» по разработке месторождений твердых полезных ископаемых, по металлургии, по экономике, по химии.

## Тематические разделы журнала
- Экономика и управление производством;
- Обогащение;
- Тяжелые цветные металлы;
- Благородные металлы и их сплавы;
- Алюминий, глинозём, углеродные материалы;
- Магний, титан, редкие металлы, полупроводники;
- Композиционные материалы и многофункциональные покрытия;
- Наноструктурированные металлы и материалы;
- Радиоактивные элементы;
- Металлообработка;
- Автоматизация;
- Хроника.